# ジャフロム
座標: 北緯28度30分00秒 東経53度33分36秒 / 北緯28.50000度 東経53.56000度
ジャフロム（ペルシア語: جهرم, also known as Jahrūm）とは、イランのファールス州ジャフロム郡中央地区の都市であり、地区と郡の中心都市に定められている。2016年当時の人口は141,634人、43,349世帯。
ジャフロムはファールス州の州都シーラーズの南東170kmに位置する。ステップ気候に属し、年間の平均降水量は約285mm、平均気温は約20°Cであり、平均高度は海抜約1,050mである。
ジャフロムはイランの歴史的都市の一つであり、アケメネス朝の王アルタクセルクセス1世が町の建設者だと伝えられている。詩人フェルドウスィーの作品『シャー・ナーメ』の中にもジャフロムの名が現れており、特にアルダシール1世と関係がある物語の中で多く言及されている。ジャフロムにはサンタラシャン洞窟、ジャーメ・モスク、バザール、ハーン学校、拝火神殿（ガダム・ガーフ）など、多くの古代遺跡や観光名所がある。
ジャフロムにはいくつかの高等教育機関、病院、医療センターがあり、イラン南部の学術・医療の一つとなっている。ほかに経済特区、ドライ・ポート、石油化学工場、ジャフロム空港、イラン・イスラム共和国放送の支局、税関、コンバインドサイクル発電所が置かれている。
ジャフロムの経済は農業と工業に立脚しており、ナツメヤシと柑橘類が重要な農作物となっている。ジャフロムでは、毎年世界のナツメヤシの1.2%と柑橘類の6%が生産されている。

## 名称
ジャフロムの名称の由来にはいくつかの説がある。『Kar-Namag i Ardashir i Pabagan』ではジャフロムは、「緑地」を意味すると思われる「Zarham」という名称で表記されている。近代イランの歴史学者・文献学者のアフマド・キャスラヴィーは、ジャフロムの名称は「温暖」を意味する「gah」と場所の接尾語である「rān」で構成され、「暖かい場所」「温暖な気候」を意味する地名だと説明している。
ジャフロムには「緑の傘」という愛称があり、これは密集した巨大なヤシの木が緑の傘に似ていることに由来する。また、ペルシアンライム（en）の産地であることに由来する「酸い黄金の町」、町と周辺の地域がヤシと柑橘類の有名な産地であることに由来する「ヤシとオレンジの土地」という愛称でも知られている。

## 歴史
フェルドウスィーが著した『シャー・ナーメ』では、アケメネス朝のダレイオス3世を投影したと思われるダーラー王の物語の中でジャフロムについて述べられている。正統カリフのウマルの治世の終わりからウスマーンの治世の初期の間にジャフロムはイスラーム勢力に征服される。イスラーム政権初期のジャフロムは経済的に反映したファールス地方の中心都市のひとつに数えられていた。
セルジューク朝の時代からジャフロムの内情を記した記録は途絶するが、サファヴィー朝とヨーロッパの国家の間で通交が始まると、ペルシア湾からエスファハーンに至るルートの途上にあるジャフロムは中継地点として再び注目を集めた。

## 気候
ジャフロムはステップ気候に属し、ケッペンの気候区分ではBShに分類される。年間の平均降水量は約285mm、平均気温は約20°Cである。夏期の最高気温は45°Cに達し、冬期の最低気温は-5°Cに下がる。
| ジャフロムの気候                                | ジャフロムの気候 | ジャフロムの気候 | ジャフロムの気候 | ジャフロムの気候 | ジャフロムの気候 | ジャフロムの気候 | ジャフロムの気候 | ジャフロムの気候 | ジャフロムの気候 | ジャフロムの気候 | ジャフロムの気候 | ジャフロムの気候 | ジャフロムの気候 |
| 月                                              | 1月              | 2月              | 3月              | 4月              | 5月              | 6月              | 7月              | 8月              | 9月              | 10月             | 11月             | 12月             | 年               |
| ----------------------------------------------- | ---------------- | ---------------- | ---------------- | ---------------- | ---------------- | ---------------- | ---------------- | ---------------- | ---------------- | ---------------- | ---------------- | ---------------- | ---------------- |
| 最高気温記録 °C （°F）                          | 27.8 (82)        | 26.4 (79.5)      | 33.0 (91.4)      | 35.0 (95)        | 41.4 (106.5)     | 45.0 (113)       | 45.4 (113.7)     | 45.2 (113.4)     | 43.6 (110.5)     | 38.6 (101.5)     | 34.2 (93.6)      | 27.4 (81.3)      | 45.4 (113.7)     |
| 平均最高気温 °C （°F）                          | 16.5 (61.7)      | 17.2 (63)        | 21.2 (70.2)      | 25.8 (78.4)      | 33.0 (91.4)      | 38.4 (101.1)     | 40.5 (104.9)     | 39.7 (103.5)     | 37.5 (99.5)      | 33.1 (91.6)      | 26.3 (79.3)      | 19.5 (67.1)      | 29.1 (84.4)      |
| 日平均気温 °C （°F）                            | 9.5 (49.1)       | 10.2 (50.4)      | 13.7 (56.7)      | 17.9 (64.2)      | 24.1 (75.4)      | 28.6 (83.5)      | 31.6 (88.9)      | 31.1 (88)        | 28.3 (82.9)      | 23.4 (74.1)      | 17.4 (63.3)      | 11.9 (53.4)      | 20.7 (69.3)      |
| 平均最低気温 °C （°F）                          | 2.4 (36.3)       | 3.2 (37.8)       | 6.3 (43.3)       | 10.1 (50.2)      | 15.2 (59.4)      | 18.8 (65.8)      | 22.8 (73)        | 22.6 (72.7)      | 19.1 (66.4)      | 13.7 (56.7)      | 8.4 (47.1)       | 4.4 (39.9)       | 2.4 (36.3)       |
| 最低気温記録 °C （°F）                          | −5.2 (22.6)      | −5.0 (23)        | −2.0 (28.4)      | −2.2 (28)        | 5.5 (41.9)       | 10.0 (50)        | 14.0 (57.2)      | 15.0 (59)        | 10.0 (50)        | 6.0 (42.8)       | −2.0 (28.4)      | −3.8 (25.2)      | −5.2 (22.6)      |
| 降水量 mm （inch）                              | 67.2 (2.646)     | 64.7 (2.547)     | 41.4 (1.63)      | 28.8 (1.134)     | 5.1 (0.201)      | 0.3 (0.012)      | 0.6 (0.024)      | 3.5 (0.138)      | 0.9 (0.035)      | 0.9 (0.035)      | 11.0 (0.433)     | 60.3 (2.374)     | 284.7 (11.209)   |
| 平均降水日数 （≥1.0 mm）                        | 5                | 5                | 4                | 4                | 1                | 0                | 0                | 1                | 0                | 0                | 2                | 4                | 27               |
| % 湿度                                          | 64               | 62               | 57               | 51               | 40               | 31               | 30               | 32               | 34               | 37               | 48               | 60               | 46               |
| 平均月間日照時間                                | 212.6            | 223.9            | 239.1            | 263.5            | 310.8            | 349.1            | 334.7            | 323.5            | 325.2            | 297.5            | 253.0            | 214.2            | 3,347            |
| 出典：Fars province Meteorological Organization |                  |                  |                  |                  |                  |                  |                  |                  |                  |                  |                  |                  |                  |

## 産業

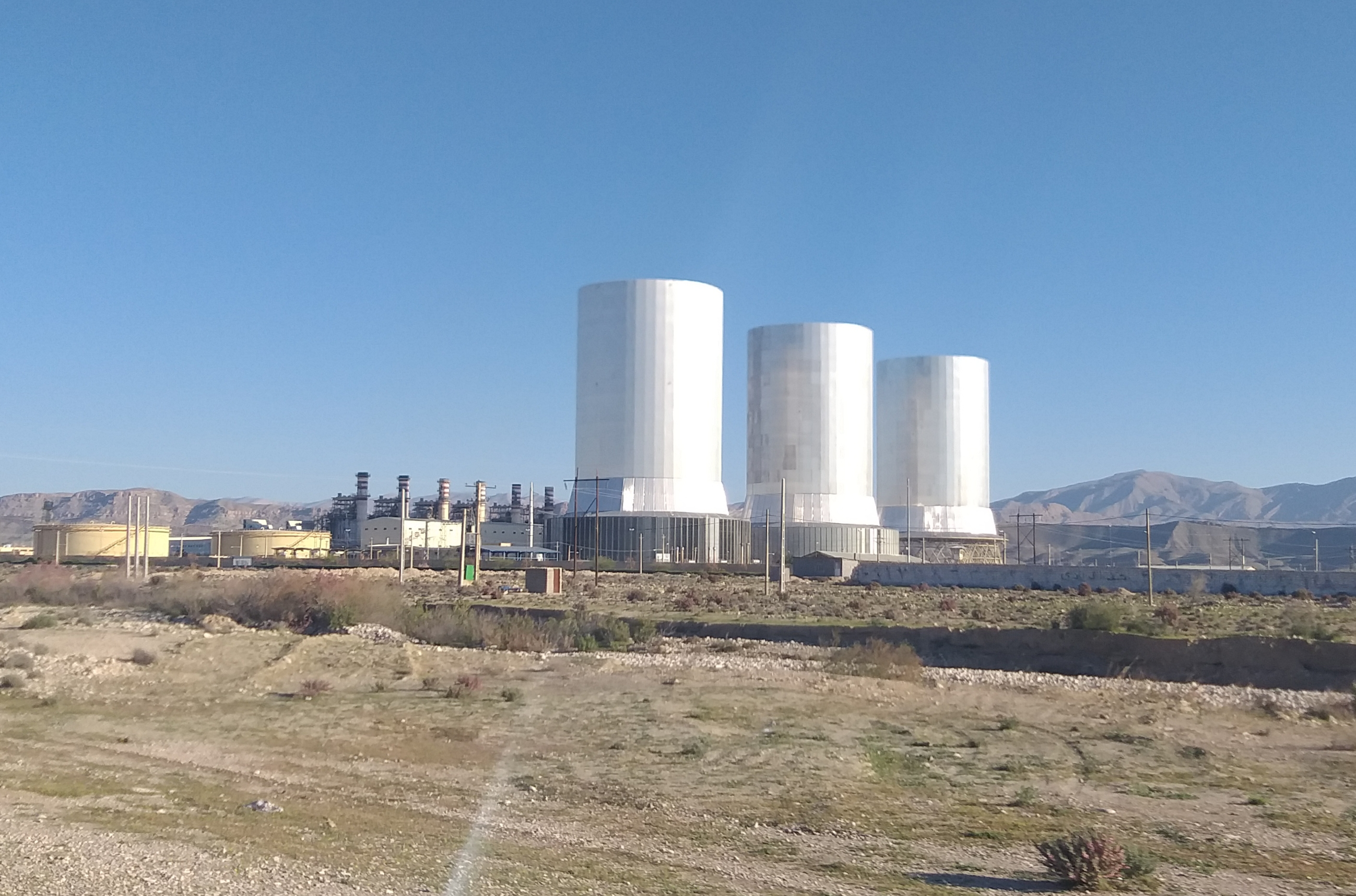
ジャフロムコンバインドサイクル発電所

農業がジャフロムの経済の基盤となっており、小麦粉、乳製品、レンガ、敷物、石膏、プラスチック、レモンジュース、マカロニ、ケーキなどの工場が置かれている。それらの加工品のほか、ギベ、カーペット、フェルト、キリム、枝網細工などの伝統的な工芸品や、木炭も生産されている。
町には35万本のヤシの樹木と530万本の柑橘類の樹木が植えられており、イランにおける農業の一拠点となっている。世界のナツメヤシの1.2%と柑橘類の6%が生産されており、世界最大のリメッタの産地にもなっている。ナツメヤシとレモン、オレンジ、タンジェリン、リメッタ、ビターオレンジ、シトロンなどの柑橘類はジャフロムの有名な特産品である。オレンジの花、レモンジュースといった柑橘類の加工品、ランギナックやハルワなどのナツメヤシを原料とする菓子も製造されている。また、ジャフロムは柑橘類の生産だけでなく選別の拠点にもなっている。
郷土料理では、独特の調理がされたゲイメ（豆のシチュー）が知られている。

## 教育
ジャフロムにはいくつかの学術拠点があり、大学には約20,000人の学生が在籍している。1956年に設立された教員養成大学がジャフロムでもっともはやく開設された高等教育機関であり、1973年にジャフロム基礎科学学校、1977年に医療学校が設立された。1988年にイスラーム自由大学のキャンパスが設立され、1989年にパヤーメ・ヌール大学のキャンパスが設立された。その後、2011年に基礎科学学校はジャフロム大学に、医療学校はジャフロム医科大学に改編された。
- ジャフロム大学（英語版）
- ジャフロム医科大学（英語版）
- ジャフロム・イスラム・アザド大学（英語版）

## 交通
1969年に開港したジャフロム空港からは、メヘラーバード国際空港、マシュハド国際空港、コナーラク空港に週4便が運航している。バスターミナルからはシーラーズ、テヘラン、バンダレ・アッバース、ラールなどへ向かうバスが毎日運行されている。
また、シーラーズとバンダレ・アッバースを結ぶ鉄道の建設計画が進行しており、ジャフロムに駅が設置される予定である。

## ギャラリー

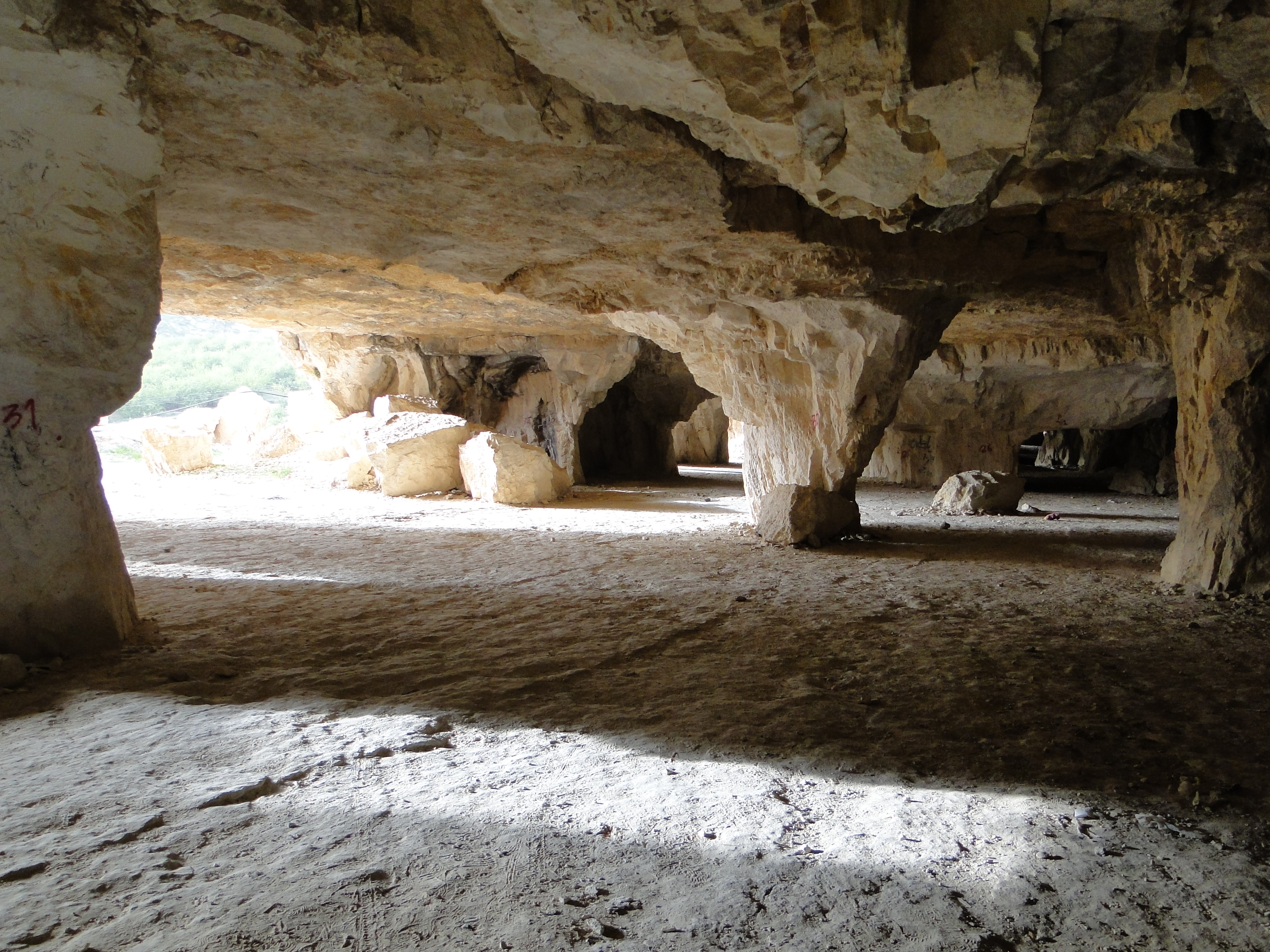
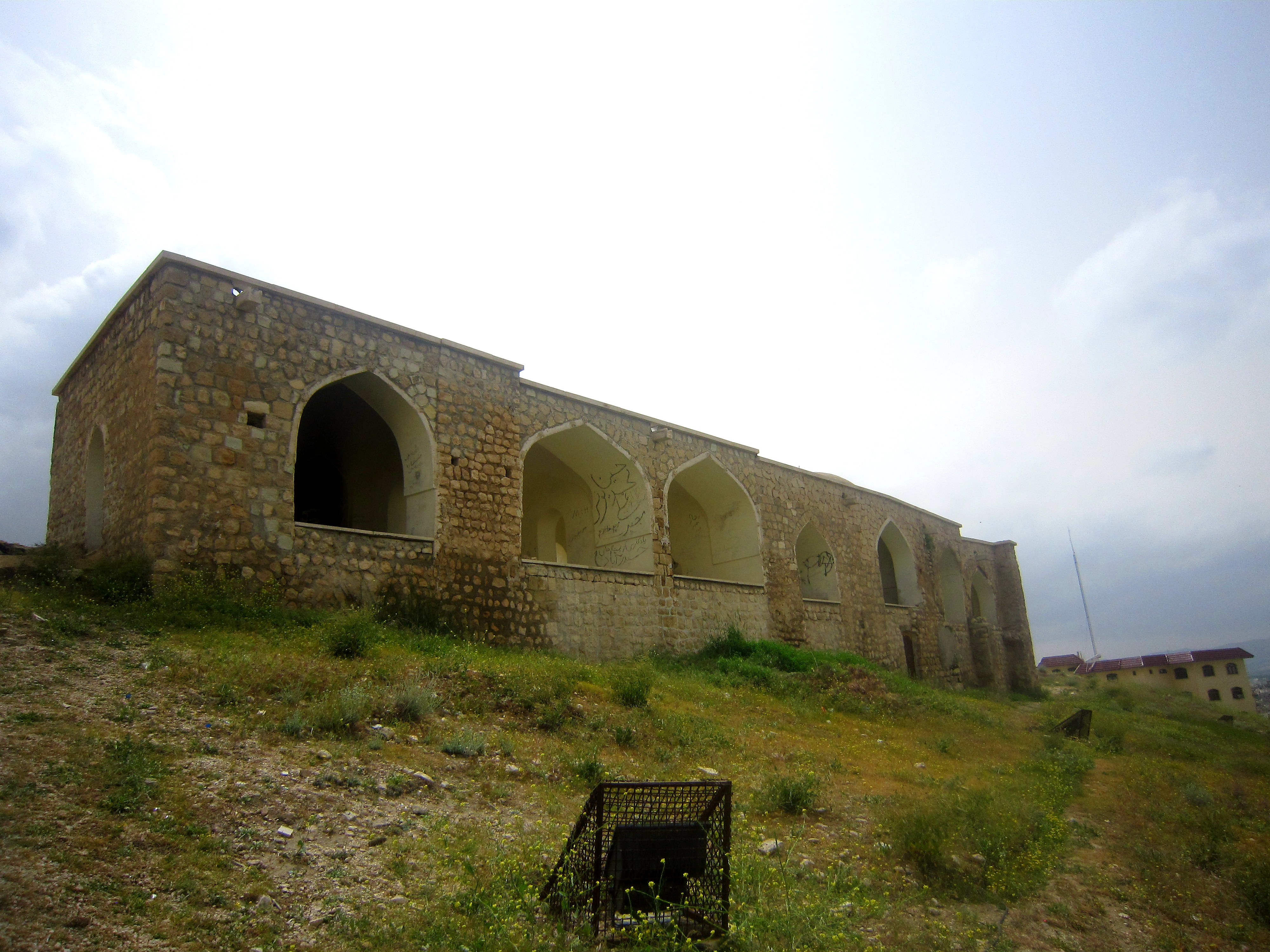
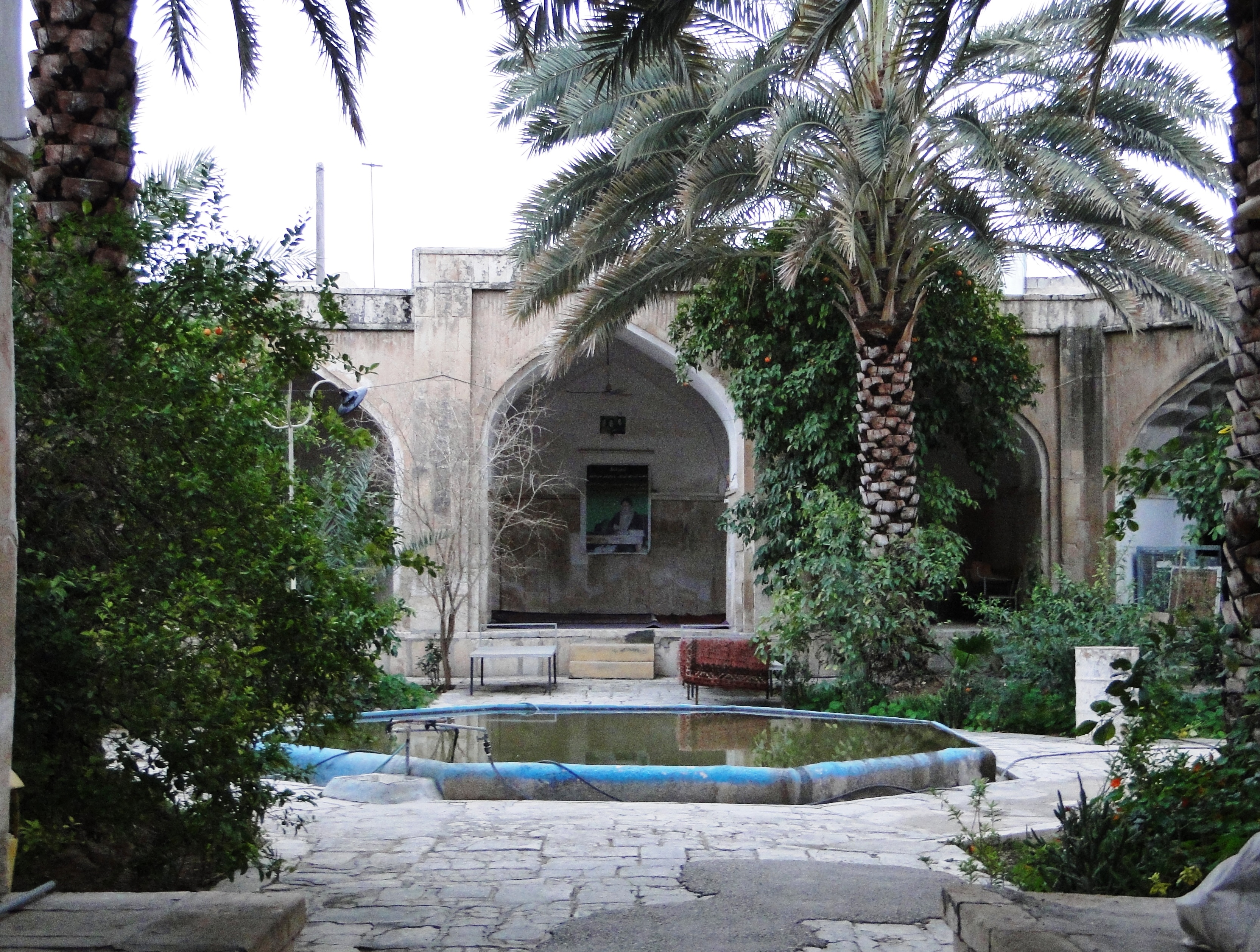